# Voo Air Vanuatu 241
O voo Air Vanuatu 241 foi um voo doméstico regular de passageiros do Aeroporto Whitegrass, Tanna, para o Aeroporto Internacional Bauerfield, Port Vila, Vanuatu. Em 28 de julho de 2018, o ATR-72, de prefixo YJ-AV71, sofreu um incêndio no motor durante sua operação. Ao desembarcar em Port Vila, ocorreu uma saída de pista. A aeronave colidiu com dois Britten-Norman Islanders, baixando um e danificando seriamente o outro. Treze das 43 pessoas a bordo sofreram ferimentos leves.

## Aeronaves

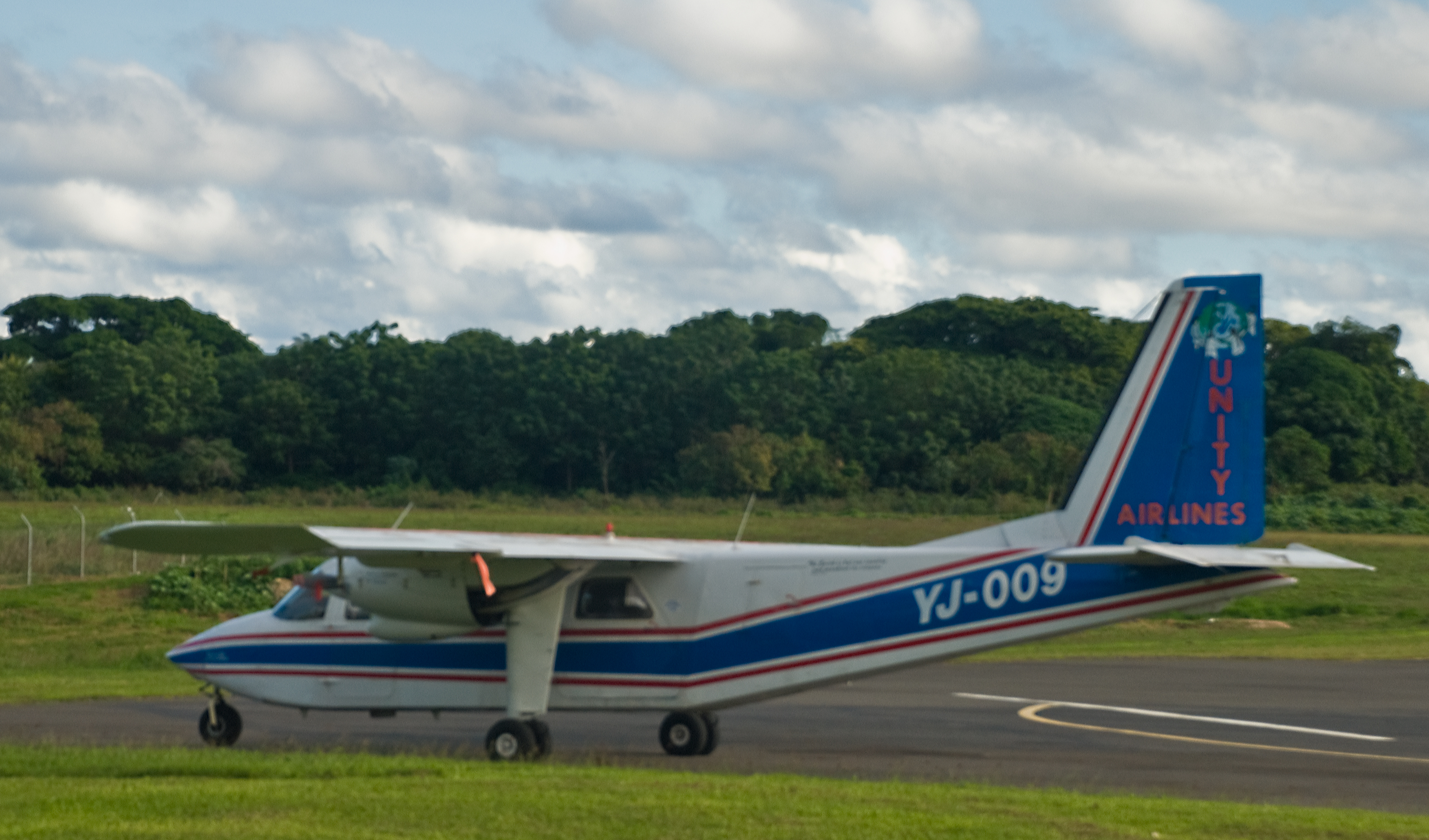
YJ-OO9, a aeronave envolvida, fotografada em junho de 2009.

As aeronaves envolvidas no acidente foram:
- Um ATR-72 da Air Vanuatu, prefixo YJ-AV71,[1] msn 720. A aeronave voou pela primeira vez em 6 de junho de 2005.[2] No momento do acidente, havia acumulado 19.887 horas e 39 minutos de voo.[3]
- Um Britten-Norman Islander da Unity Airlines, prefixo YJ-OO9, msn 65. A aeronave voou pela primeira vez em 11 de abril de 1969.[1][4]
- Um Britten-Norman Islander da Air Taxi, prefixo YJ-AL2,[1][2] msn 609. Voou pela primeira vez em 1971.[5]

## Voo
Em 28 de julho de 2018, o ATR-72 que operava o voo sofreu um incêndio no motor direito, enquanto estava na ilha de Erromango. Fumaça e chamas foram testemunhadas pelos passageiros, com fumaça entrando na cabine da aeronave. O motor foi desligado e a aeronave continuou em direção a Port Vila. Os pilotos tiveram dificuldade em controlar a aeronave, ocorrendo um rolo não solicitado. No pouso, a aeronave saiu da pista e colidiu com duas aeronaves Britten-Norman Islander pertencentes à Air Taxi e à Unity Airlines. A aeronave pertencente à Air Taxi foi severamente danificada, com seu estabilizador vertical arrancado. Teve perda total. A da Unity Airlines também foi danificada com perda total. Embora ninguém tenha sido ferido na colisão, treze passageiros foram tratados por inalação de fumaça. Todos os quatro tripulantes e 39 passageiros a bordo evacuaram a aeronave sem ferimentos. Os pilotos do ATR-72 relataram que não tinham freios ou direção do volante, o que deram como razão para a saída de pista e subsequente colisão.

## Investigação
A Autoridade de Aviação Civil de Vanuatu pediu à Comissão de Investigação de Acidentes da Papua Nova Guiné para investigar o acidente. Divulgou um relatório preliminar em 10 de agosto. O Conselho de Segurança dos Transportes do Canadá está ajudando na investigação.